# Ганин, Павел Андреевич
Павел Андреевич Ганин — советский хозяйственный, государственный и политический деятель.

## Биография
Родился в 1919 году в селе Старый Чирчим. Член КПСС с 1943 года.
С 1934 года — на хозяйственной, общественной и политической работе. В 1934—1978 гг. — рабочий на железной дороге., военнослужащий Советской Армии, участник Великой Отечественной войны, работник сельского хозяйства, слушатель двухгодичной Московской школы директоров совхозов, на руководящих должностях в хозяйственных, советских и партийных органах, начальник Иссык-Кульского производственного колхозно-совхозного управления, первый секретарь Кантского райкома КП Киргизской ССР
Избирался депутатом Верховного Совета Киргизской ССР 6-9-го созывов. Делегат XXIV съезда КПСС.
Умер в 2009 году.